# 建築雑誌
- （一般に）建築をテーマにした雑誌のこと。Category:建築雑誌参照。
- 日本建築学会の会誌の名称。本項で記述。

『建築雑誌』（けんちくざっし、Journal of architecture and building science）は、日本建築学会の会誌である。

## 概要
1887年7月に創刊された日本最古の学会専門雑誌である。月刊。日本建築学会賞の選考過程・結果なども発表される。
学会員には毎月郵送されるほか、学会ウェブサイトでは一般に販売もしている。1887年以降、発行から1年以上経過した各記事のPDFファイルは学会ウェブサイトで、学会員は無料、会員以外は有料にてダウンロード可能。

## 編集委員長
日本建築学会ウェブサイトによる
- 池辺陽：1965年2月 - 1967年1月
- 山本学治：1967年2月 - 1969年1月
- 村松貞次郎：1969年2月 - 1971年1月
- 古川修：1971年2月 - 1973年1月
- 木村俊彦：1973年2月 - 1975年1月
- 平井聖：1975年2月 - 1977年1月
- 近江栄：1977年2月 - 1979年1月（1977年8月号 - 1979年7月号）
- 宇野英隆：1979年2月 - 1981年1月（1979年8月号 - 1981年7月号）
- 山口廣：1981年2月 - 1983年1月（1981年8月号 - 1983年7月号）
- 茶谷正洋：1983年2月 - 1985年1月（1983年8月号 - 1985年8月号）
- 相田武文：1985年2月 - 1987年1月（1985年9月号 - 1987年8月号）
- 太田邦夫：1987年2月 - 1989年1月（1987年9月号 - 1989年8月号）
- 木島安史：1989年2月 - 1991年1月（1989年9月号 - 1991年8月号）
- 船越徹：1991年2月 - 1993年1月（1991年9月号 - 1993年8月号）
- 渡辺武信：1993年2月 - 1995年1月（1993年9月号 - 1995年8月号）
- 鈴木博之：1995年2月 - 1997年1月（1995年9月号 - 1997年8月号）
- 藤森照信：1997年2月 - 1999年1月（1997年9月号 - 1999年8月号）
- 若山滋：1999年2月 - 2001年5月（1999年9月号 - 2001年12月号）
- 布野修司：2001年6月 - 2003年5月（2002年1月号 - 2003年12月号）
- 岩田衛：2003年6月 - 2005年5月（2004年1月号 - 2005年12月号）
- 松村秀一：2005年6月 - 2007年5月（2006年1月号 - 2007年12月号）
- 五十嵐太郎：2007年6月 - 2009年5月（2008年1月号 - 2009年12月号）
- 中谷礼仁：2009年6月 - 2011年5月（2010年1月号 - 2011年12月号）
- 青井哲人：2011年6月 - 2013年5月（2012年1月号 - 2013年12月号）
- 篠原聡子：2013年6月 - 2015年5月（2014年1月号 - 2015年12月号）
- 大岡龍三：2015年6月 - 2017年5月（2016年1月号 - 2017年12月号）
- 藤村龍至：2017年6月 - 2019年5月（2018年1月号 - 2019年12月号）
- 高口洋人：2019年6月 - （2020年1月号 - ）